# العلاقات السودانية الكوبية
العلاقات السودانية الكوبية هي العلاقات الثنائية التي تجمع بين السودان وكوبا.

## مقارنة بين البلدين
هذه مقارنة عامة ومرجعية للدولتين:
| وجه المقارنة                                              | السودان                     | كوبا                              |
| --------------------------------------------------------- | --------------------------- | --------------------------------- |
| المساحة (كم2)                                             | 1.89 مليون                  | 109.88 ألف                        |
| عدد السكان (نسمة)                                         | 40.53 مليون                 | 11.48 مليون                       |
| الكثافة السكانية (ن./كم²)                                 | 21.44                       | 104.48                            |
| العاصمة                                                   | الخرطوم                     | هافانا                            |
| اللغة الرسمية                                             | اللغة العربية، لغة إنجليزية | اللغة الإسبانية                   |
| العملة                                                    | جنيه سوداني                 | بيزو كوبي، بيزو كوبي قابل للتحويل |
| الناتج المحلي الإجمالي (بليون دولار)                      | 117.49 مليار                | 87.13 مليار                       |
| الناتج المحلي الإجمالي (تعادل القوة الشرائية) بليون دولار | 176.55 مليار                |                                   |
| الناتج المحلي الإجمالي الاسمي للفرد دولار أمريكي          | 2.41 ألف                    |                                   |
| الناتج المحلي الإجمالي للفرد دولار أمريكي                 | 4.07 ألف                    |                                   |
| مؤشر التنمية البشرية                                      | 0.479                       | 0.769                             |
| رمز المكالمات الدولي                                      | +249                        | +53                               |
| رمز الإنترنت                                              | سودان                       | .cu                               |
| المنطقة الزمنية                                           | ت ع م+03:00، ت ع م+02:00    | 00                                |

## منظمات دولية مشتركة
يشترك البلدان في عضوية مجموعة من المنظمات الدولية، منها:
| علم المنظمة | اسم المنظمة                                 | تاريخ انضمام السودان | تاريخ انضمام كوبا |
| ----------- | ------------------------------------------- | -------------------- | ----------------- |
|             | يونسكو                                      | 26 نوفمبر 1956       | 29 أغسطس 1947     |
|             | الاتحاد البريدي العالمي                     | ?                    | ?                 |
|             | منظمة الشرطة الجنائية الدولية               | ?                    | ?                 |
|             | الأمم المتحدة                               | 12 نوفمبر 1956       | 24 أكتوبر 1945    |
|             | الاتحاد الدولي للاتصالات                    | 23 أكتوبر 1957       | 16 يناير 1918     |
|             | منظمة حظر الأسلحة الكيميائية                | ?                    | ?                 |
|             | مجموعة دول أفريقيا والكاريبي والمحيط الهادئ | ?                    | ?                 |

## وصلات خارجية
- موقع وزارة الخارجية السودانية
- موقع وزارة الخارجية الكوبية